# Municipio de Apaseo el Grande
El municipio de Apaseo el Grande es uno de los 46 municipios del estado mexicano de Guanajuato. Su cabecera es la localidad de Apaseo el Grande.

## Geografía
El municipio de Apaseo el Grande se ubica al oriente del estado de Guanajuato. Limita al norte con los municipios de Comonfort y San Miguel de Allende, al sur con el municipio de Apaseo el Alto, al oeste con el municipio de Celaya y al este con el estado de Querétaro. La temperatura promedio es de 14 a 20 grados y la precipitación anual promedio es de 500 a 800 milímetros de lluvia. Pertenece a la región hidrológica del río Lerma-Santiago.

## Demografía
En el censo de 2020 el municipio estaba poblado por 117 883 habitantes.

### Localidades
En el censo de 2020 el municipio de Apaseo el Grande contaba con 128 localidades.
| Código INEGI      | Localidad                  | Población (2020) |
| ----------------- | -------------------------- | ---------------- |
| 110050001         | Apaseo el Grande           | 31 264           |
| 110050306         | Villas de la Estancia      | 15 064           |
| 110050298         | Fuentes de Balvanera       | 8 347            |
| 110050045         | San José Agua Azul         | 4 196            |
| 110050320         | Villas del Rey             | 4 166            |
| 110050008         | El Castillo                | 3 982            |
| 110050047         | San Pedro Tenango          | 3 948            |
| 110050021         | Jocoqui                    | 3 346            |
| 110050003         | Amexhe                     | 2 966            |
| 110050051         | San Pedro Tenango el Nuevo | 2 683            |
| 110050033         | Obrajuelo                  | 2 564            |
| 110050036         | La Palma                   | 2 242            |
| 110050011         | Coachiti                   | 1 715            |
| 110050030         | La Norita                  | 1 665            |
| 110050015         | Estancia del Llano         | 1 638            |
| 110050028         | El Nacimiento              | 1 612            |
| 110050053         | El Tunal                   | 1 539            |
| 110050040         | Rancho Nuevo               | 1 481            |
| 110050039         | La Purísima                | 1 453            |
| 110050022         | La Labor                   | 1 441            |
| 110050046         | San José Viborillas        | 1 408            |
| 110050107         | Colonia Rancho Nuevo       | 1 401            |
| 110050054         | El Vicario                 | 1 304            |
| 110050005         | Caleras de Amexhe          | 1 281            |
| 110050018         | Guadalupe del Monte        | 1 187            |
| 110050019         | San Miguel de Ixtla        | 1 062            |
| 110050032         | Obraje de Ixtla            | 1 062            |
| Otras localidades | Otras localidades          | 11 866           |
| Total municipal   | Total municipal            | 117 883          |

## Economía

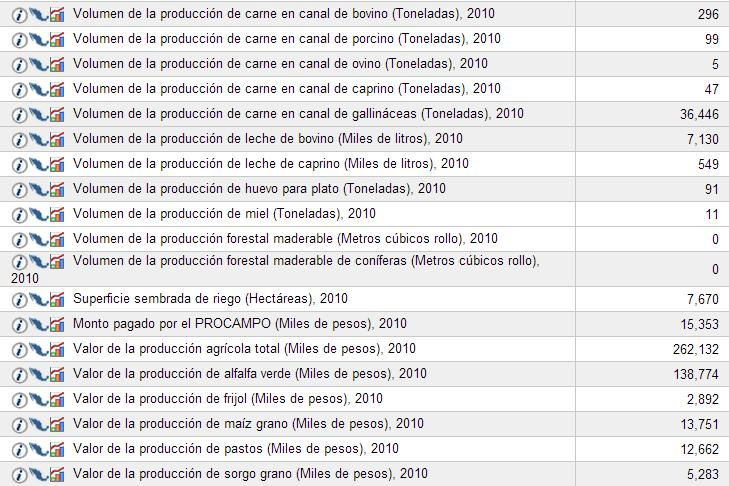
Desglose Actividades Primarias 2010 (INEGI)

### Sector Primario
El Municipio de Apaseo el Grande fue tradicionalmente un centro agrícola y ganadero, su agricultura se vio beneficiada de la construcción del distrito de riego del Alto Lerma. Se cultiva principalmente alfalfa, frijol (judía), maíz, pastos y sorgo. Sus habitantes también crían ganado bovino, porcino y caprino, destacando sobre las demás la cría de gallináceas. Estas actividades han visto reducido su contribución al porcentaje del PIB municipal en los últimos años debido al desarrollo de varias zonas industriales en el municipio. El porcentaje de contribución del Sector Primario a la Producción Bruta Total (PBT) era de apenas 0.1%, siendo un valor menor que el estatal de 0.32%. Esta desproporción se puede explicar por la actividad industrial de gran tamaño.

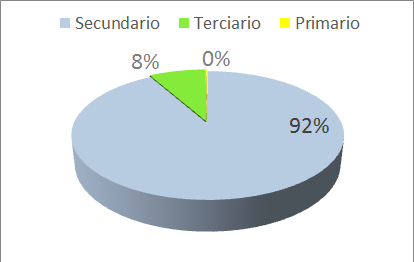
Economía por Sectores 2010 (INEGI)

### Sector secundario
En el año 2009, el porcentaje de contribución del Sector Secundario o Industrial a la Producción Bruta Total (PBT) era de 91.8%, siendo un valor superior al estatal de 74.1%.
El tipo de industria del municipio así como su número se distingue como sigue (INEGI):
- Generación, transmisión y distribución de energía eléctrica, suministro de agua y de gas por ductos al consumidor final (1)
- Construcción (5)
- Industrias manufactureras (163)

El 30 de junio de 2008, el gobernador del estado Juan Manuel Oliva Ramírez anunció la construcción del parque industrial La Amistad y El Porvenir dentro de la reserva territorial del municipio, como parte del plan de Metropolización de la Región Laja-Bajío. Entre las empresas ahí instaladas se encuentran Yachiyo, Yorozu, Yutaka, G-one, Tachi-s y NKP M, todas proveedoras de autopartes de Honda ubicada en el municipio de Celaya.
Procter & Gamble y Condumex son otras de las industrias ya establecidas desde hace años, la primera instalada en la comunidad de Caleras de Amexhe y la segunda en cabecera municipal.

Apaseo el Grande ocupa un lugar sobresaliente como municipio exportador en el Estado de Guanajuato pues en el 2011 ocupó el tercer lugar sólo detrás de Silao e Irapuato. La gran mayoría de estas exportaciones son producidas en Procter & Gamble y se dirigen hacia Estados Unidos y América Latina. 
| MUNICIPIO                | % EXPORTACIONES |
| ------------------------ | --------------- |
| Abasolo                  | 0.01%           |
| Acámabaro                | 0.0%            |
| Allende                  | 0.01%           |
| Apaseo el Alto           | 0.0%            |
| Apaseo el Grande         | 8.8%            |
| Celaya                   | 7.6%            |
| Comonfort                | 0.2%            |
| Cortazar                 | 1.2%            |
| Doctor Mora              | 1.1%            |
| Dolores Hidalgo          | 0.1%            |
| Guanajuato               | 0.6%            |
| Irapuato                 | 9.6%            |
| Jaral del Progreso       | 0.0%            |
| León                     | 6.9%            |
| Moroleón                 | 0.0%            |
| Pénjamo                  | 0.7%            |
| Purísima del Rincón      | 1.0%            |
| Romita                   | 0.0%            |
| Salamanca                | 2.3%            |
| San Diego de la Unión    | 0.0%            |
| San Felipe               | 0.0%            |
| San Francisco del Rincón | 1.0%            |
| San José Iturbide        | 1.4%            |
| San Luis de la Paz       | 0.0%            |
| Juventino Rosas          | 0.0%            |
| Silao                    | 56.1%           |
| Tarimoro                 | 0.0%            |
| Uriangato                | 0.0%            |
| Valle de Santiago        | 0.3%            |
| Total Edo.de Guanajuato  | 100 %           |

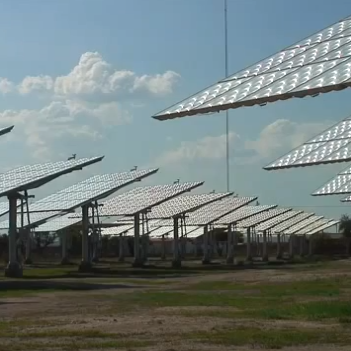
Planta fotovoltaica en parque industrial La Amistad

Fuente: Secretaría de Desarrollo Económico Sustentable.Guanajuato

### Sector Terciario
La contribución del Sector Terciario o de Servicios a la Producción Bruta Total (PBT) es de 8.1%, siendo inferior que el estatal de 25.1%. El tipo de empresas así como su número de establecimientos se distingue de la siguiente manera (INEGI)
- Comercio al por mayor (45)
- Comercio al por menor (1,062)
- Transportes, correos y almacenamiento (8)
- Información en medios masivos (7)
- Servicios financieros y de seguros (14)
- Servicios inmobiliarios y de alquiler de bienes muebles e intangibles (34)
- Servicios profesionales, científicos y técnicos (31)
- Servicios de apoyo a los negocios y manejo de desechos y servicios de remediación (33)
- Servicios educativos (56)
- Servicios de salud y de asistencia social (65)
- Servicios de esparcimiento culturales y deportivos, y otros servicios recreativos (26)
- Servicios de alojamiento temporal y de preparación de alimentos y bebidas (171)
- Otros servicios excepto actividades gubernamentales (242)
- Actividades legislativas, gubernamentales, de impartición de justicia y de organismos internacionales y extraterritoriales (28)
- No especificado (3)

| Población económicamente activa | 31,625                         |
| Población ocupada.              | Hombres: 19,943 Mujeres: 9,745 |
| Población desocupada            | 1,937                          |

Apaseo el Grande ocupa el lugar número 6 de los 46 municipios guanajuateses, en cuanto al PBT per cápita, que es de 123,697.3, valor superior al estatal que es de 80,315.2. No obstante esta riqueza se distribuye deficientemente entre la población, pues el 56% de los apaseenses están considerados en situación de pobreza.

## Política

### Presidentes municipales
| Nombre                           | Período                                            | Nombre del cargo                                |
| -------------------------------- | -------------------------------------------------- | ----------------------------------------------- |
| D. Vicente Arcadio Ruiz y García | De abril de 1913 a abril de 1915                   | Presidente Municipal                            |
| D. Nicolás González              | 1915                                               | Presidente Municipal Sustituto                  |
| Justo Robles                     | 1915                                               | Presidente Municipal Sustituto                  |
| Pedro Molina                     | 1916                                               | Presidente Municipal Sustituto                  |
| José Palacios                    | 1 de enero de 1917 a 22 de septiembre de 1917      | Presidente Municipal Constitucional             |
| José C. Lazarini                 | 22 de septiembre de 1917 a 12 de noviembre de 1917 | Regidor Decano y Presidente Municipal           |
| José Palacios                    | 12 de noviembre de 1917 a 4 de enero de 1918       | Presidente Municipal Constitucional             |
| Gumersindo de Santiago           | 6 de enero de 1918 a 16 de enero de 1918           | Presidente Municipal Sustituto                  |
| José Loyola Gómez                | 16 de enero de 1918 a 23 de enero de 1918          | Presidente Municipal Interino                   |
| Gumersindo de Santiago           | 23 de enero de 1918 a 10 de marzo de 1918          | Presidente Municipal Sustituto                  |
| José María Oliveros Ramos        | 10 de marzo de 1918 a 9 de octubre de 1918         | Presidente Municipal Constitucional             |
| Ignacio Vázquez T.               | 9 de octubre de 1918 a 12 de noviembre de 1918     | Presidente Municipal Sustituto                  |
| Graciano Rodríguez               | 12 de noviembre de 1918 a 12 de mayo de 1920       | Presidente Municipal Sustituto                  |
| José C. Lazarini                 | 12 de mayo de 1920 a 27 de junio de 1920           | Regidor Decano y Presidente Municipal           |
| Gumersindo de Santiago           | 27 de junio de 1920 a 3 de julio de 1920           | Presidente Municipal Constitucional             |
| Ramón P. Manríquez               | 3 de julio de 1920 a 11 de julio de 1920           | Presidente Municipal Interino                   |
| Gumersindo de Santiago           | 11 de julio de 1920 a 29 de abril de 1921          | Presidente Municipal Constitucional             |
| José Esqueda                     | 29 de abril de 1921 a 31 de diciembre de 1921      | Presidente Municipal Sustituto                  |
| Vicente Mendoza Oliveros         | 1 de enero de 1922 a 5 de enero de 1922            | Presidente Municipal Constitucional             |
| Manuel de Santiago               | 5/01/1922                                          | Presidente Municipal Interino                   |
| Vicente Mendoza Oliveros         | 5 de enero de 1922 a 31 de diciembre de 1922       | Presidente Municipal Constitucional             |
| Manuel de Santiago               | 1 de enero de 1923 a 21 de enero de 1924           | Presidente Municipal Constitucional             |
| Vicente Mendoza Oliveros         | 21 de enero de 1924 a 31 de diciembre de 1924      | Presidente de la Junta de Administración Civil  |
| José Carmona Barrón              | 1 de enero de 1925 a 5 de octubre de 1926          | Presidente Municipal Constitucional             |
| Ranulfo Molina                   | 5 de octubre de 1926 a 31 de diciembre de 1926     | Presidente Municipal Interino                   |
| Manuel de Santiago               | 1 de enero de 1927 a 31 de diciembre de 1928       | Presidente Municipal Constitucional             |
| José Refugio Estrella Vázquez    | 1 de enero de 1929 a 31 de diciembre de 1930       | Presidente Municipal Constitucional             |
| Ramón Jiménez Tapia              | 1 de enero de 1931 a 9 de junio de 1932            | Presidente Municipal Constitucional             |
| Francisco Barrón                 | 9 de junio de 1932 a 3 de octubre de 1932          | Presidente de la Junta de Administración Civil. |
| José María Manríquez             | 3 de octubre de 1932 a 16 de octubre de 1932       | Presidente de la Junta de Administración Civil. |
| Salvador Rico                    | 16 de octubre de 1932 a 31 de diciembre de 1932    | Presidente de la Junta de Administración Civil. |
| José María Manríquez             | 1 de enero de 1933 a 31 de diciembre de 1934       | Presidente Municipal Constitucional             |
| Abundio Toral Malagón            | 1 de enero de 1935 a 31 de diciembre de 1935       | Presidente Municipal Constitucional             |
| Adolfo O. Corral                 | 1 de enero de 1936 a 16 de mayo de 1937            | Presidente de la Junta de Administración Civil. |
| Antonio Jiménez Oliveros         | 16 de mayo de 1937 a 31 de diciembre de 1937       | Presidente de la Junta de Administración Civil. |
| Abundio Toral Malagón            | 1 de enero de 1938 a31 de diciembre de 1939        | Presidente Municipal Constitucional             |
| Ramón Jiménez Tapia              | 1 de enero de 1940 a 31 de diciembre de 1941       | Presidente Municipal Constitucional             |
| Alfonso Oliveros Rábago          | 1 de enero de 1942 a 31 de diciembre de 1943       | Presidente Municipal Constitucional             |
| Luis B. Primo Ruiz               | 1 de enero de 1944 a 31 de diciembre de 1945       | Presidente Municipal Constitucional             |
| J. Jesús Cabrera V.              | 1 de enero de 1946 a 4 de abril de 1946            | Presidente Municipal Constitucional             |
| J. Jesús Cabrera V               | 4 de abril de 1946 a 31 de diciembre de 1947       | Presidente de la Junta de Administración Civil. |
| Alfonso Oliveros Rábago          | 1 de enero de 1948 a 31 de diciembre de 1949       | Presidente Municipal Constitucional             |
| José Estrella Vázquez            | 1 de enero de 1950 a 31 de diciembre de 1951       | Presidente Municipal Constitucional             |
| Javier Muñoz Ledo Primo          | 1 de enero de 1952 a 31 de diciembre de 1954       | Presidente Municipal Constitucional             |
| Enrique Oliveros Jiménez         | 1 de enero de 1961 a 15 de julio de 1961           | Presidente Municipal Constitucional             |
| Doña Amelia Cebrián .            | 15 de julio a 20 de julio de 1961                  | Presidente Municipal Interino                   |
| Enrique Oliveros Jiménez         | 20 de julio de 1961 a 31 de diciembre de 1963      | Presidente Municipal Constitucional             |
| J. Refugio Guzmán Bautista       | 1 de enero de 1964 a 31 de diciembre de 1966       | Presidente Municipal Constitucional             |
| Silvestre Mercado Chávez         | 1 de enero de 1967 a 26 de octubre de 1968         | Presidente Municipal Constitucional             |
| Artemio Rodríguez Silva          | 26 de octubre de 1968 a31 de diciembre de 1969     | Presidente Municipal Substituto                 |
| Alfonso Oliveros Oliveros        | 1 de enero de 1970 a 31 de diciembre de 1972       | Presidente Municipal Constitucional             |
| Delfino Rodríguez Tirado         | 1 de enero de 1973 a 31 de diciembre de 1973       | Presidente Municipal Constitucional             |
| Luis Félix Arellano Reséndiz     | 1 de enero de 1974 a 31 de diciembre de 1977       | Presidente Municipal Constitucional             |
| Antonio Oliveros Oliveros        | 1 de enero de 1978 a 31 de diciembre de 1979       | Presidente Municipal Constitucional             |
| Macario Cruz Morales             | 1 de enero de 1980 a 31 de diciembre de 1982       | Presidente Municipal Constitucional             |
| Gustavo Oliveros Montoya         | 1 de enero de 1983 a 31 de diciembre de 1985       | Presidente Municipal Constitucional             |
| David Cabrera Muñoz Ledo         | 1 de enero de 1986 a 31 de diciembre de 1988       | Presidente Municipal Constitucional             |
| Pedro Sergio Rodríguez           | 1 de enero de 1989 a 31 de diciembre de 1991       | Presidente Municipal Constitucional             |
| Manuel G. Buenrostro             | 1 de enero de 1992 a 31 de diciembre de 1994       | Presidente Municipal Constitucional             |
| Lorenzo Licea Rojas              | 1 de enero de 1995 a 31 de diciembre de 1997       | Presidente Municipal Constitucional             |
| Miguel Macías Olvera             | 1 de enero de 1998 al 9 de octubre de 2000         | Presidente Municipal Constitucional             |
| Manuel G. Buenrostro             | 10 de octubre de 2000 a 1 de abril de 2003         | Presidente Municipal Constitucional             |
| Lourdes Mancera Rodríguez        | 1 de abril de 2003 a 15 de julio de 2003           | Presidente Municipal Interino                   |
| Manuel G. Buenrostro             | 15 de julio de 2003 a 9 de octubre de 2003         | Presidente Municipal Constitucional             |
| Ernesto Vega Arias               | 10 de octubre de 2003 a 9 de octubre de 2006       | Presidente Municipal Constitucional             |
| Salvador Oliveros Ramírez        | 10 de octubre de 2006 a 9 de octubre de 2009       | Presidente Municipal Constitucional             |
| Ernesto Muñoz Ledo Oliveros      | octubre de 2009 a abril de 2012                    | Presidente Municipal Constitucional             |
| Katya C. Soto Escamilla          | abril de 2012 a julio de 2012                      | Presidente Municipal Interina                   |
| Ernesto Muñoz Ledo Oliveros      | julio de 2012 a octubre de 2012                    | Presidente Municipal Constitucional             |
| Lorenzo Licea Rojas              | octubre de 2012 a febrero de 2015                  | Presidente Municipal Constitucional             |
| Ramón G. Jiménez Hernández       | febrero de 2015 a octubre de 2015                  | Presidente Municipal Interino                   |